# Округ Вашингтон (Индијана)
Округ Вашингтон (енгл. Washington County) је округ у америчкој савезној држави Индијана.

## Демографија
По попису из 2010. године број становника је 28.262, што је 1.039 (3,8%) становника више него 2000. године.
| Група             | 2000.          | 2010.          |
| Белци             | 26.749 (98,3%) | 27.539 (97,4%) |
| Афроамериканци    | 36 (0,1%)      | 64 (0,2%)      |
| Азијати           | 44 (0,2%)      | 86 (0,3%)      |
| Хиспаноамериканци | 200 (0,7%)     | 304 (1,1%)     |
| Укупно            | 27.223         | 28.262         |